# アドリアン・オーズー

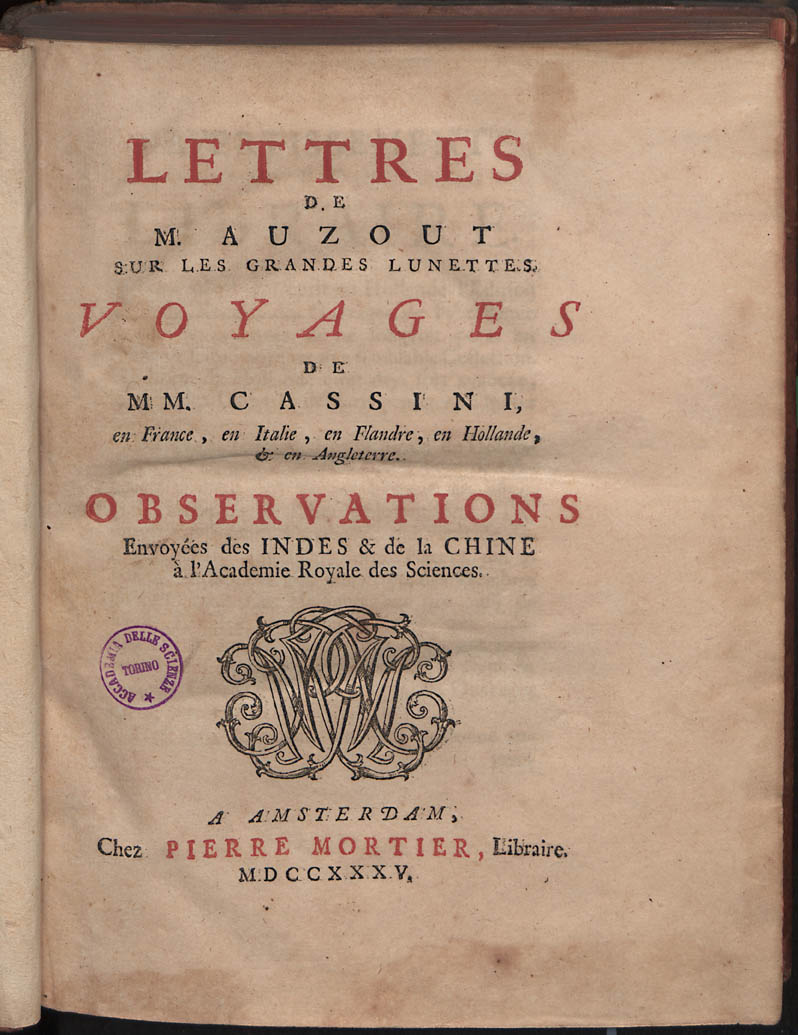
Lettres sur les grandes lunettes, 1735

アドリアン・オーズー（ウーズーとも表記：Adrien Auzout、1622年1月28日 – 1691年5月23日）は、17世紀のフランスの天文学者。

## 生涯と実績
ルーアンにルーアン議会の書記の息子として生まれた。1647年に行った水銀柱圧力計の原理となり、真空実験でも知られる。
1664年から1665年頃、彗星の観測を行い、その軌道が楕円軌道か放物線軌道の曲線状の軌道になるという立場をとり、直線上の軌道を主張するヨハネス・ヘヴェリウスらと論争を行った。1666年にジャン・ピカールとともに天体の位置を測定するために2本の髪の毛を用いて糸線マイクロメーターを開発した。
1666年から1668年の間、フランス王立科学アカデミー（Académie Royale des Sciences）の会員となり、フランス王立天文台の設立メンバーとなった。しかし、1668年にクロード・ペロー(Claude Perrault)との論争の結果、イタリアに移った。20年間イタリアで暮らし、ローマで没した。